# Raül López
Raül López i Molist (Vic, 15 de abril de 1980) é um ex-basquetebolista profissional espanhol atualmente aposentado.

## Estatísticas na NBA

### Temporada regular
| Ano     | Equipe    | PJ  | PT | MPP  | %TC  | %3P  | %TL  | RPP | APP | ROB | TPP | PPP |
| ------- | --------- | --- | -- | ---- | ---- | ---- | ---- | --- | --- | --- | --- | --- |
| 2003-04 | Utah Jazz | 82  | 11 | 19.7 | .431 | .294 | .863 | 1.9 | 3.7 | .8  | .0  | 7.0 |
| 2004-05 | Utah Jazz | 31  | 15 | 16.7 | .422 | .444 | .818 | 1.3 | 4.0 | .7  | .1  | 5.2 |
| Total   | Total     | 113 | 26 | 18.9 | .429 | .346 | .853 | 1.7 | 3.8 | .7  | .0  | 6.5 |